# Maison haute de Camon
La maison haute se trouve 1, chemin des Écoliers à Camon, l'un des Plus beaux villages de France, dans le département de l'Ariège, en France.

## Histoire
Située à 350 mètres d'altitude au village, la maison haute est une ancienne tour des remparts, intégrée au système défensif du bourg fortifié. Elle est transformée au XVIIe siècle en demeure seigneuriale.
Le bâtiment est inscrit au titre des monuments historiques par arrêté du 16 février 2007.

## Architecture
Il s'agit d'un immeuble sur un puissant soubassement en pierre surélevé en partie de murs à pans de bois en quadrillage et torchis qui s'avancent en léger surplomb. La toiture est couverte de tuiles canal.